# 蒲野誠一
蒲野 誠一（がまの せいいち、1963年11月25日 - ）は、日本のナレーター、ラジオパーソナリティ、ラジオディレクター。R&P (Radio & Planetarium) 代表。

## 来歴
愛知県名古屋市出身。関西外国語大学卒業。サン放送アカデミー出身。
1986年に大学を卒業した後、1991年にエフエム香川に入社。以来、同局のアナウンサーをしながらラジオ番組の制作にも従事していた。その傍ら、さぬきこどもの国で行われるプラネタリウムの星空解説をボランティアで引き受けていた。
2012年、蒲野がプロデュースしたラジオコンテンツ『ことひらどれじゃ〜ハンティング 番外編「心の町」』が、同年度の日本民間放送連盟賞「ラジオエンターテインメント番組」部門で優秀賞を受賞した。また、2023年に手掛けた大正製薬のラジオCM『讃岐アドベンチャーシリーズ1・御山』が、同年度のJFN賞「CM統一」部門において「大正製薬/リポビタンD賞」を受賞した。
2023年秋、エフエム香川を定年退職したのを機にフリーのナレーターに転じた。また、ラジオの音声制作と四国エリアでの移動プラネタリウム事業にも携わっている。

## 担当番組
- 786 SUPER MEDIO[6]
- JOY-U CLUB[要出典]
- 21st.keynote[10]
- 二村敦志 AOR BREEZE - ディレクター[11]
- Passion Live WEEKEND SHUTTLE - 音声制作[3]
- ＃ゴゴから！ - ディレクション[3]
- Music Night[3][12]